# 夷陵经济开发区
夷陵经济开发区街道，是中华人民共和国湖北省宜昌市夷陵区下辖的一个乡镇级行政单位。

## 行政区划
夷陵经济开发区街道下辖以下地区：
黄金卡社区、蔡家河村、下坪村、鄢家河村、南村坪村、姜家湾村和陈淌坪村。